# Palais Schwab

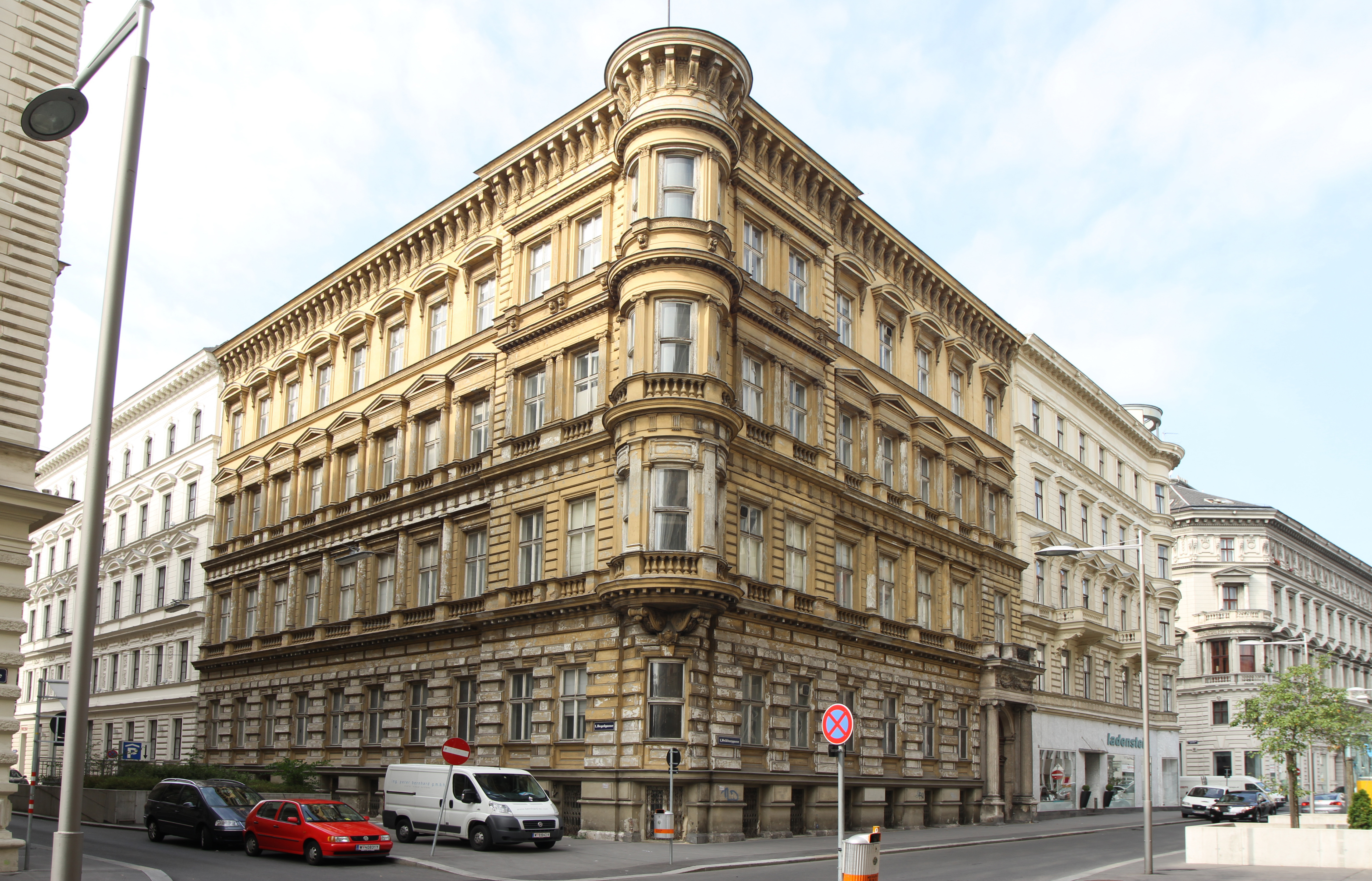
Palais Schwab (2011), links Hegelgasse, rechts Weihburggasse

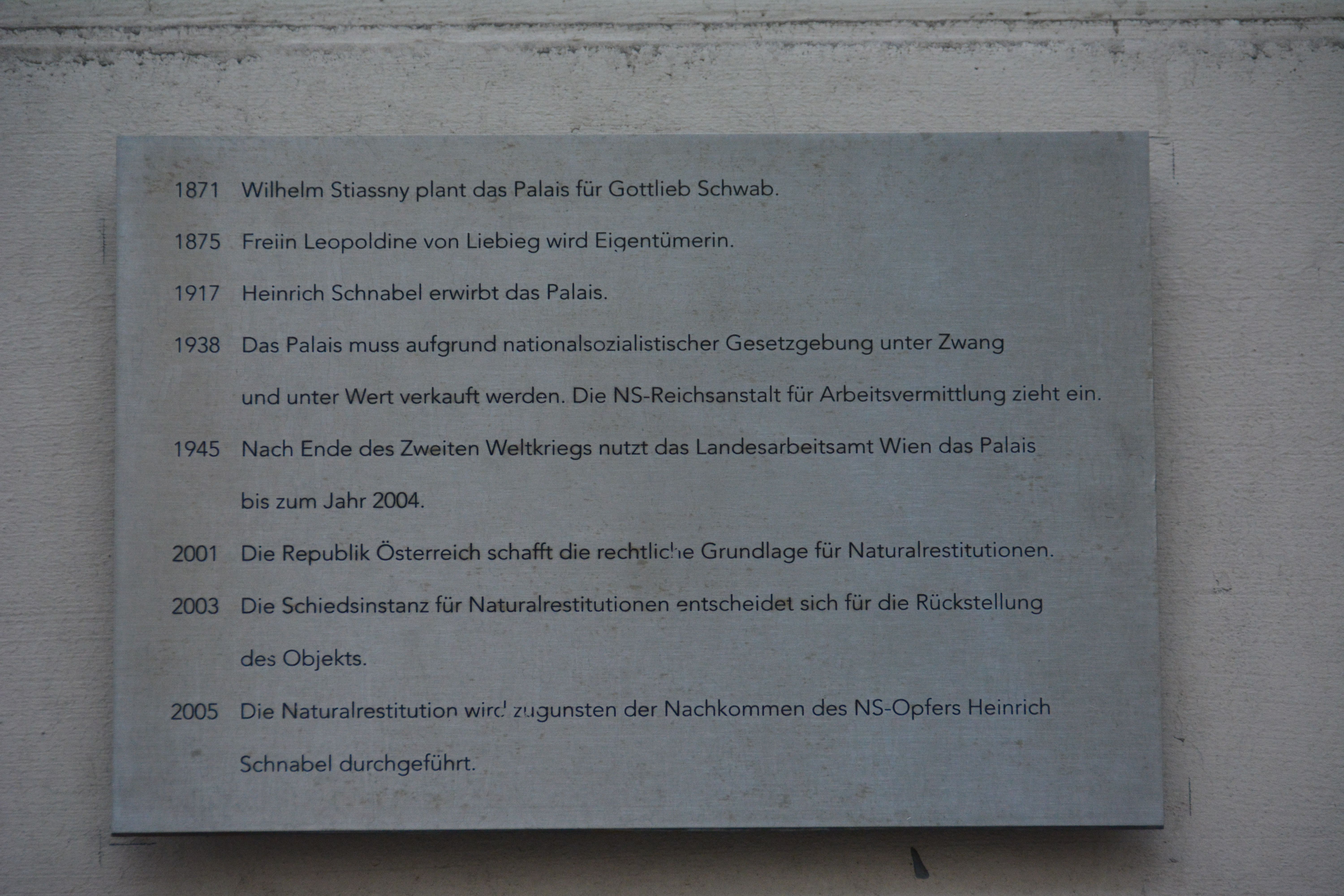
Gedenktafel am Palais Schwab

Das Haus Gottlieb Schwab, auch Palais Schwab genannt, ist ein Miethaus an der Weihburggasse 30, Ecke Hegelgasse, im 1. Wiener Gemeindebezirk Innere Stadt, das mit der Repräsentativität seiner Beletage wesentliche Merkmale eines Ringstraßenpalais aufweist. Das Gebäude steht unter Denkmalschutz.

## Geschichte
Im Zuge der Errichtung der Wiener Ringstraße ließ der Bauherr, der jüdische Textilunternehmer Gottlieb Schwab, in der zweiten Gebäudelinie hinter dem Parkring am Wiener Stadtpark ein repräsentatives Miethaus erbauen, wo er selbst von 1872 bis 1875 wohnte. 1875 kaufte Leopoldine von Liebig das Haus, um es 1917, im Todesjahr ihres Mannes Johann von Liebig, zu verkaufen. 1917 kaufte Heinrich Schnabel das Haus; er verstarb 1936. Beim Anschluss Österreichs an Hitler-Deutschland mussten die Erben das Gebäude erzwungen an die Reichsanstalt für Arbeitsvermittlung und Arbeitslosenversicherung verkaufen. Das Gebäude wurde Verwaltungssitz des Reichsarbeitsministeriums für Wien. 1945 im Besetzten Nachkriegsösterreich wurde die staatliche Nutzung als Zentrale der Arbeitsämter weitergeführt. Am 31. Jänner 1948 stellten die Erben einen Antrag auf Rückstellung (Restitution) der Liegenschaft. Zum 31. Dezember 1948 wurde zwischen dem Bundesministerium für Vermögenssicherung und dem Landesarbeitsamt Wien für das Haus Weihburggasse rückwirkend ab 27. April 1945 festgelegt. 1950 erfolgte von der Rückstellungskommission an den Rechtsanwalt der Erben die Aufforderung, eine Zustimmungserklärung des Alliierten Rates vorzulegen. 1956 wurde das Rückstellungsverfahren gemäß dem Staatsvertragsdurchführungsgesetz an die Finanzlandesdirektion für Wien, Niederösterreich und Burgenland abgetreten. Am 25. Juni 1957 wurde ein Vergleich zwischen der Republik Österreich und den Erben getroffen. Für 618000 Schilling verzichteten die Erben auf alle Ansprüche. 2003 beschloss die Schiedsinstanz für Naturalrestitution die Rückstellung der Liegenschaft. 2005 stimmte der Ministerrat dem Antrag auf Naturalrestitution zu.

## Architektur
Gebäudeäußeres
Das zweiseitige Eckhaus mit einem dreigeschoßigen Eckerker wurde im strenghistoristischen Stil von 1871 bis 1872 nach den Plänen des Architekten Wilhelm Stiassny erbaut. Das Hochparterre zeigt eine gut erhaltene Raumenfilade mit einer Wandmalerei aus dem Jahr 1873. Die Fassade mit vier Geschoßen über einem Sockel zeigt gedrungene Lisenen. Im Hochparterre haben die Fenster geohrte Fensterrahmen, über denen Horizontalbossen ausgreifen sowie Konsolgesimse zwischen toskanischen Dreiviertelsäulen. Das 1. Obergeschoß hat eine Parapetbalustrade, ein Triglyphenfries und ein Konsolgesims. Das 2. und 3. Obergeschoß haben Giebelfenster mit Ädikulen mit Dreiviertelsäulen und Parapetbalustrade bzw. Segmentgiebel auf Konsolen mit dazwischenliegenden Mäanderfriesen und Volutenkonsolen und einer Gliederung aus Rechteckfenstern zwischen toskanischen, ionischen und korinthischen Pilastern. Teils wechseln Parapetbalustraden mit glattem Parapet mit Löwenmasken. Die Achsen beiderseits des Eckerkers sind ortsteingequadert und mit einem Gebälk als gemeinsame Verdachung versehen. Das seitliche randständige Portal in der Weihburggasse ist ein ionisches Säulenportal mit einem Rundbogen mit Festons und Löwenmaske im Fries. Darüber befindet sich ein Balkon mit Schmiedeeisengitter und im 2. Obergeschoß ein geschichtetes Ädikulafenster.
Der schlichte Innenhof zeigt sich mit dreigeschoßigen Pawlatschen.
Im Zuge der Generalsanierung wurde der Dachraum zum Dachgeschoß ausgebaut.
Gebäudeinneres
Das Vestibül und die sogenannte Beletage zeigen bemerkenswerte Fresken zu Märchen und Malerei mit Grotesken des Malers Julius Frank und des Malers Michael Echter.
- Das Vestibül als zweiteiliger Raum mit reichen Gewölben als zweijochige Tonne mit Stuckrosetten sowie drei Flachkuppeln mit Rippenkreuzen mit reicher Groteskenmalerei und einer Stuckrosette im Mittelring. In Schildbögen zeigt sich das Fresko einer spinnenden Frau bzw. grüner Stuckmarmor. Das Gebälk mit einem rot marmorierten Fries und Konsolgesims ruht auf gekoppelten korinthischen Pilastern. Die Flügeltüren haben Griffe mit Perlmutteinlagen.

- Die Wohnzimmer der Beletage
- Die kleineren Räume
- Das Erkerzimmer im Obergeschoß zeigt rosa Lambris und korinthische Pilaster und eine Stuckdecke.
- Der Saal im Souterrain als Bibliothek oder Billardzimmer oder Freimaurerloge ist ein vollständig vertäfelter Rechteckraum mit einer Nische an der Längswand und mit Wandschränken aus Risalite und verspiegelten Rundbogenfenstern zwischen korinthischen Pilastern und einem floralen Fries mit einer ornamentiertem Kassettendecke auf Konsolen. Der Saal wurde über eine Geheimtreppe erschlossen.